# Voetbalkampioenschap van Harz 1924/25
In 1924/25 werd het dertiende voetbalkampioenschap van Harz gespeeld, dat georganiseerd werd door de Midden-Duitse voetbalbond. 
FC Germania 1900 Halberstadt werd kampioen en plaatste zich voor de Midden-Duitse eindronde. Ondanks een zege tegen SV 09 Staßfurt was het Staßfurt dat naar de volgende ronde ging.  

## Gauliga
| Plaats | Club                         | Wed. | W  | G | V  | Saldo | Ptn.  |
| ------ | ---------------------------- | ---- | -- | - | -- | ----- | ----- |
| 1.     | FC Germania 1900 Halberstadt | 14   | 12 | 1 | 1  | 77:12 | 25:3  |
| 2.     | FC Preußen 1909 Halberstadt  | 14   | 10 | 1 | 3  | 47:22 | 21:7  |
| 3.     | Quedlinburger SV 1904        | 14   | 9  | 2 | 3  | 31:22 | 20:8  |
| 4.     | SV Germania 1916 Wernigerode | 14   | 7  | 2 | 5  | 38:29 | 16:12 |
| 5.     | SpVgg 1904 Thale             | 14   | 5  | 2 | 7  | 34:33 | 12:16 |
| 6.     | FC Viktoria 1910 Wernigerode | 14   | 4  | 3 | 7  | 22:41 | 11:17 |
| 7.     | VfB Blankenburg              | 14   | 3  | 1 | 10 | 17:59 | 7:21  |
| 8.     | VfB Borussia Halberstadt     | 14   | 0  | 0 | 14 | 11:59 | 0:28  |

|  | Kampioen, geplaatst voor Midden-Duitse eindronde |
|  | Degradatie                                       |